# Gbadolite

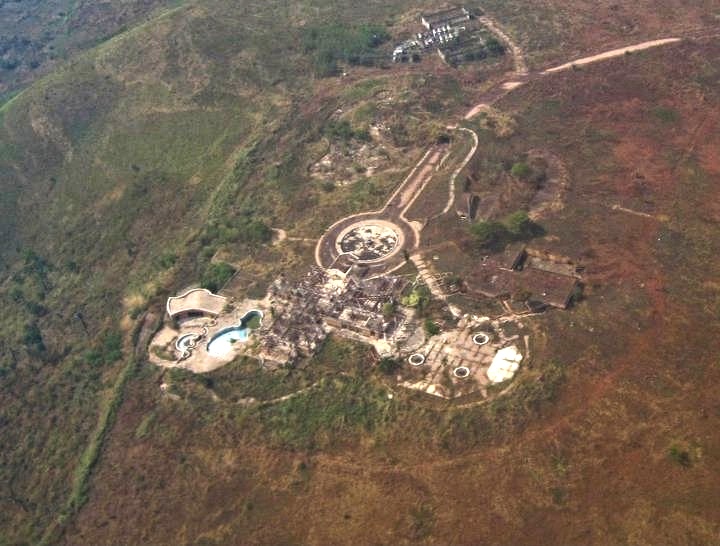
A „dzsungel Versailles-a”, műholdfelvételen

Gbadolite, más néven Gbado-Lite a Kongói Demokratikus Köztársaság Észak-Ubangi tartományának fővárosa. Lakosainak száma 55 868 (2008). A város esőerdőkkel borított területen fekszik, gyakorlatilag csak légi úton lehet megközelíteni. A várostól a szomszédos településekhez nem vezet szilárd burkolatú út.

## Földrajza
A város az Ubangi-folyótól 12 km-re délre fekszik. Az Ubangi ezen a szakaszán a Közép-afrikai Köztársaság és a Kongói Demokratikus Köztársaság határfolyója.

## Története
Gbadolite az egykor Zaire-nek nevezett ország akkori elnökének, Mobutu Sese Sekónak  szülőföldjén fekvő város és Mobutu kedvenc tartózkodási helye.  Mobutu gondoskodott arról, hogy Gbadolite  város lakói megkapják azt a kényelmet, melyből az ország többi területének nem volt része. Ilyen volt a megbízható elektromos energia-ellátás, vagy az ivóvízellátás. A város útjai az ország legjobban karbantartott útjai közé tartoztak.
Mubutu fényűző várossá építtette Gbadolite-ot, melyre gyakran az „dzsungel Versailles-a” néven is hivatkoztak. A közeli Ubangi-folyón Mobayi Mbongonál vízerőművet építtetett, megépíttette a város repülőterét, a Gbadolite repülőteret, (IATA: BDT, ICAO: FZFD)  mely akár a Concorde számára is alkalmas leszállóhely volt, valamint három nagy palotát is felépítettek a városban. Mobutu uralma alatt az élelmiszer-feldolgozás, az útépítés és a házépítés adott bőségesen munkahelyeket a város lakóinak. A városban jó felszereltségű kórház is volt, melyet a háború során, 1977-ben teljesen tönkretettek.
Gbadolite jezsuita irányítású főiskolája, a College Presidentiel híres volt tudományos színvonaláról. Mobutu a jezsuitáknak adományozta az oktatási intézményt. A főiskolán kémiát, fizikát, számítástechnikát tanítottak, és a hallgatók olimpiai sportágakban is kipróbálhatták magukat.
A város nevezetessége volt a Chapelle Marie la Misericorde, ebben a fényűző templomban temette el Mobutu első feleségét, Mama Mobutut.

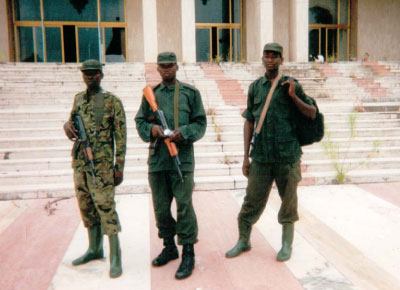
Ellenzéki erők katonái Gbadolite-ban, 2000 szeptemberében

A Gbadolite melletti Kawelében két palota épült. Az egyik egy kínai pagodákból álló, gondosan kidolgozott  komplexum, a másik egy korszerű építésű palota, mindkettő Mobutu és vendégei számára volt fenntartva. A Gbadolite-ban épült háromszintes palotát elsősorban közcélokra használták.
Amikor Laurent-Désiré Kabila sikeres lázadása 1997-ben elűzte Mobutut, Gbadolite-ot megrohanták, és a palotákat csaknem teljesen kifosztották. A palotákat mára már teljesen benőtte az esőerdő növényzete.
1998-ban a Kongó felszabadításáért küzdő, ugandai támogatású MLC (Mouvement de Libération du Congo) lázadó csoport, melyet Jean-Pierre Bemba vezetett, elfoglalta Gbadolite városát Kabila kormányerőitől, és a város az MLC főhadiszállása lett.